# Bagroides melapterus
Bagroides melapterus är en fiskart som beskrevs av Bleeker, 1851. Bagroides melapterus ingår i släktet Bagroides och familjen Bagridae. Inga underarter finns listade.